# Wojciech Cellary
Wojciech Cellary (ur. 1951) – polski informatyk, profesor nauk technicznych o specjalności bazy danych, systemy rozproszone, elektroniczny biznes. Jeden z autorów mikrokomputera Elwro 800 Junior.

## Życiorys
Ukończył studia na Wydziale Elektrycznym Politechniki Poznańskiej i rozpoczął pracę w Instytucie Automatyki. W roku 1977 obronił rozprawę doktorską z informatyki, w 1981 uzyskał stopień doktora habilitowanego, a w 1989 tytuł naukowy profesora zwyczajnego.
Obecnie profesor Uniwersytetu Ekonomicznego w Poznaniu. Członek Polskiej Akademii Nauk (Wydział IV Nauk Technicznych, Komitet Informatyki), członek Rady do Spraw Edukacji Informatycznej i Medialnej przy Ministerstwie Edukacji Narodowej, członek Zespołu Interdyscyplinarnego do spraw Programu Wspierania Infrastruktury Badawczej w ramach Funduszu Nauki i Technologii Polskiej przy Ministerstwie Nauki i Szkolnictwa Wyższego, członek Komitetu Prognoz „Polska 2000 Plus”.
Jest ekspertem Komisji Europejskiej.
Kawaler Złotego Krzyża Zasługi (2002).
Medal 70-lecia Polskiej Informatyki – przyznany przez Kapitułę PTI (2018).

## Wybrane publikacje
- Elektroniczne łańcuchy dostaw. Hurtownia wirtualna i hurtownia rzeczywista, Logistyka (współaut. S. Strykowski), 2007
- Elektroniczne łańcuchy dostaw. Scenariusz wykorzystania, Logistyka (współaut. S. Strykowski), 2007
- Techniki internetowe, 2005
- Rzeczywistość wirtualna (współaut. T. Węcławski, P. Bortkiewicz), 2003
- Badania operacyjne dla informatyków (współaut. Jacek Błażewicz, Roman Słowiński, Jan Węglarz), 1983
- Elwro 800 Junior, w serii Podręczna Pamięć Programisty (współaut. Paweł Krysztofiak), 1989
- System operacyjny iRMX-88, w serii Podręczna Pamięć Programisty (współaut. Waldemar Wieczerzycki), 1989
- Wielozadaniowy system operacyjny czasu rzeczywistego iRMX88 (współaut. Waldemar Wieczerzycki), 1988